# Campigneulles-les-Petites
 Campigneulles-les-Petites  es una población y comuna francesa, situada en la región de Norte-Paso de Calais, departamento de Paso de Calais, en el distrito de Montreuil y cantón de Montreuil.

## Demografía
| 185 | 200 | 266 | 539 | 515 | 517 |
| Para los censos de 1962 a 1999 la población legal corresponde a la población sin duplicidades (Fuente: INSEE [Consultar]) |     |     |     |     |     |